# Ichneumon falsarius
Ichneumon falsarius är en stekelart som beskrevs av Olivier 1792. Ichneumon falsarius ingår i släktet Ichneumon och familjen brokparasitsteklar. Inga underarter finns listade i Catalogue of Life.